# Coniolo
Coniolo és un municipi situat al territori de la província d'Alessandria, a la regió del Piemont a Itàlia. Limita amb els municipis de Casale Monferrato, Morano sul Po i Pontestura.